# Gutter Rainbows
«Gutter Rainbows» — четвёртый студийный альбом американского хип-хоп артиста Talib Kweli, вышедший 25 января 2011 года. Изначально предполагалось, что альбом будет выпущен только в формате цифровой загрузки. Однако, 16 ноября 2010 года, было объявлено, что Duck Down Records выпустит альбом на CD диске. В первую неделю альбом был продан тиражом 13 900 копий в США. По состоянию на 9 февраля 2011 года, в США было распродано 19 000 копий альбома.

## Список композиций
Все тексты написаны Talib Kweli.
| №   | Название                               | Длительность |
| --- | -------------------------------------- | ------------ |
| 1.  | «After The Rain»                       | 1:27         |
| 2.  | «Gutter Rainbows»                      | 4:10         |
| 3.  | «So Low»                               | 3:14         |
| 4.  | «Palookas (feat. Sean Price)»          | 3:57         |
| 5.  | «Mr. International (feat. Nigel Hall)» | 3:36         |
| 6.  | «I'm On One»                           | 3:55         |
| 7.  | «Wait For You (feat. Kendra Ross)»     | 3:45         |
| 8.  | «Ain't Waiting (feat. Outasight)»      | 3:57         |
| 9.  | «Cold Rain»                            | 2:36         |
| 10. | «Friends & Family»                     | 3:58         |
| 11. | «Tater Tot»                            | 2:56         |
| 12. | «How You Love Me (feat. Blaq Toven)»   | 4:04         |
| 13. | «Uh Oh (feat. Jean Grae )»             | 4:15         |
| 14. | «Self Savior (feat. Chace Infinite )»  | 3:14         |

| №   | Название                                  | Длительность |
| --- | ----------------------------------------- | ------------ |
| 15. | «How You Love Me» (Live from BK Bowl)     | 3:46         |
| 16. | «Go Now (feat. Iron Solomon & Jean Grae)» | 4:36         |

| №   | Название             | Длительность |
| --- | -------------------- | ------------ |
| 15. | «GMB» (Amazon Bonus) | 5:06         |

## Рецензии
У него идеальный симбиоз со слушателем: последний твердо знает, чего ждать от очередной пластинки бруклинского рэпера, и никогда не бывает обманут. Сам артист, как видно, прекрасно отдает себе в этом отчет; вот в песне "So Low" мы слышим: "I'm a name brand, I'm a product, but still a real person". Говоря языком рекламщиков, лояльность потребителя к торговой марке в данном случае доходит до ста процентов. Слоган "бренд, которому можно доверять" отлично подошел бы для Kweli - жаль, уже задействован большими бородатыми дядьками.
  — пишет Николай Редькин на сайте Rap.ru.